# ホンダ・SH150i
SH150i（エスエイチ150アイ）は、本田技研工業が製造販売しているスクーターである。特にスペインではScoopy（スクーピィ）とも呼ばれる。また、ベトナムでは2023年型から販売呼称をSH160iに改称して販売されている。
欧州連合は、運転免許斉一化に向け「1991年共同体運転免許証の導入に関する指令」を発出し、1996年7月1日までに域内の四輪自動車運転免許所持者が125cm3以下の自動二輪車も運転できるよう、加盟各国に国内法の整備を求めた。これにより、125cm3以下の自動二輪車、とりわけスクーターに新たな需要が見込まれた。本田技研工業は、エクスプレス（AB20）を祖としイタリアで製造していたSH50（AF40）の派生車種であったSH100（HF08）を改め、独自設計のSH125（JF09）を開発した。その際、その車体に152.7cm3の原動機を載せたSH150（KF04）も同時発売した。特徴である前後16inの大径車輪と小柄な車体は今日まで保持され、市場から高い評価を得ている。
ベトナムでは2006年頃から急速にスクーターの市場が拡大し、イタリアからSH125i（JF14）及びSH150i（KF08）を非正規に輸入する業者が現れた。その規模は数千台に及び本田技研工業も無視できないものとなっていた。イタリアから完成車（CBU）を輸入しても、関税を不法に逃れ安価で販売する非正規輸入業者に対抗できないため、ホンダベトナムカンパニー・リミテッドがホンダ・イタリア・インダストリアーレから関税負担が少なくなる部品の供給（CKD）を受けてSH125i（JF29）及びSH150i（KF10）を組み立て、2010年型から販売した。SH125i（JF29）及びSH150i（KF10）はベトナム市場で好評を得、その販売台数は全欧州市場を凌駕する規模となった。そこで、SH125i（JF42）及びSH150i（KF14）への全面改良を機に現地製造することとなったが、ホンダ・イタリア・インダストリアーレはベトナムから欧州市場への完成車（CBU）輸入を避くるべく、本田技研工業に自社への部品供給（CKD）による組み立て生産を提案した。

## 第一世代（KF04）

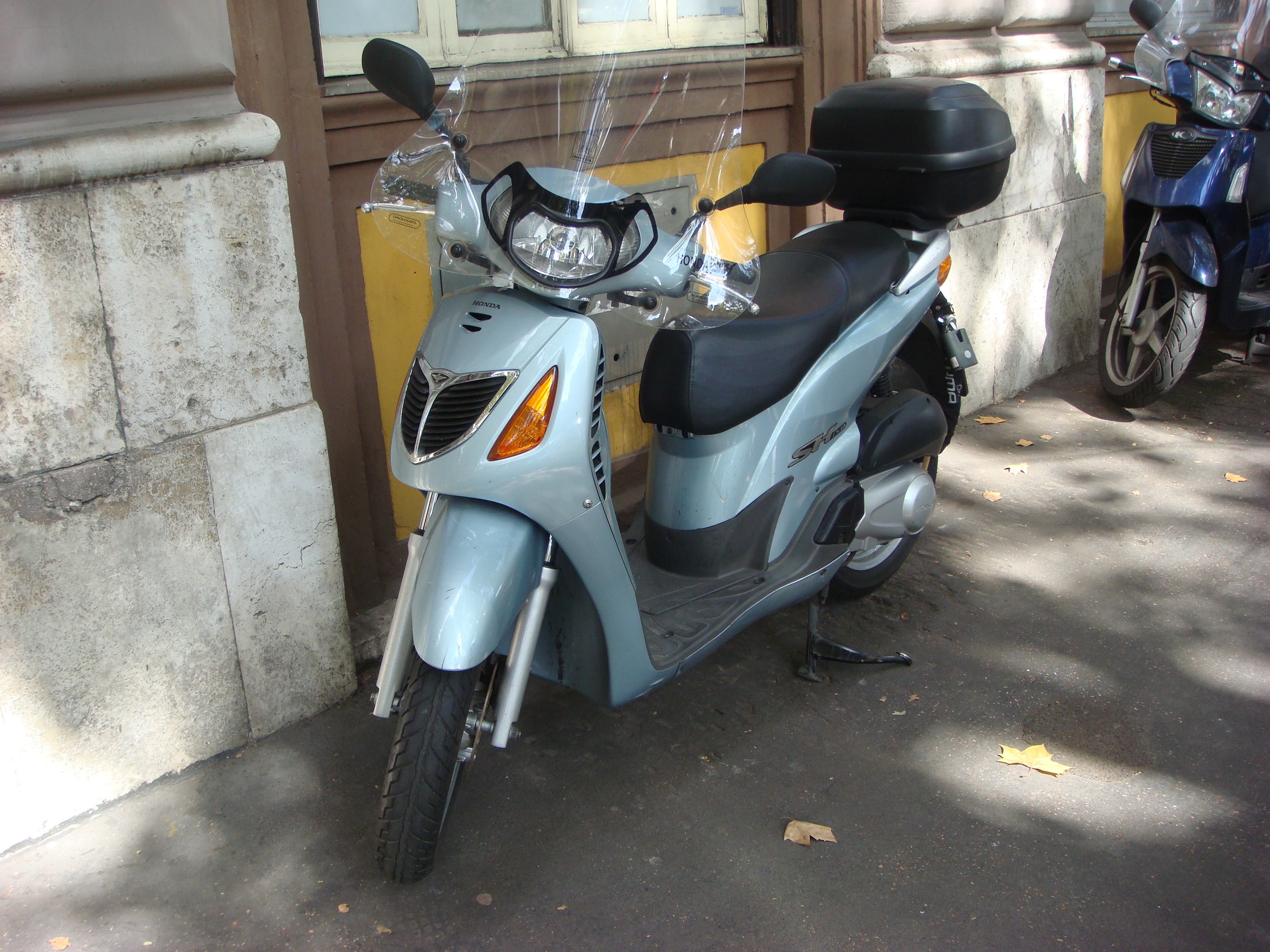
SH150（KF04）。

SH100を全面改良し、原動機を2ストロークから@150（KF03）と基本設計を同じくする152.7cm3の4ストロークに改め、2001年型SH150として発売した。EU圏内統一排出ガス規制のEURO1に適合するとともにEURO2にも対応した。33mm径のテレスコピック・フォークを採用した前輪懸架装置及びツイン・ショックを採用した後輪懸架装置を装着、前輪制動装置は径220mmのディスク式、後輪制動装置は径130mmのドラム式でコンバインド・ブレーキ・システムを採用、座席下にはデミジェット・ヘルメットも格納できる収納空間があり、アルミニウム合金製のパッセンジャー・グリップ・レールには、トップ・ボックスをそのまま装着できる。1984年からベルギーで製造されたSH50 Scoopyから始まるSHファミリの第三世代に当たる。
2002年型
- イタリア - 車体塗色はPearl Light Yellow及びCandy Redの2色だった。

## 第二世代（KF08）
電子制御燃料噴射装置（PGM-FI）を搭載し、販売呼称がSH150iとなった。
2005年型
- イタリア - 2004年12月にボローニャで開催された見本市にて2005年2月に発売すると発表した。EU圏内統一排出ガス規制のEURO3に適合している。

2006年型
- イタリア - 車体塗色はQuasar Silver Metallic、Pearl Montana Blue、Dune Ivory、Velvet Red Metallic、Iceland Blue Metallic及びInterstellar Black Metallicの6色だった。

2007年型
- スペイン - 車体塗色はMarrón Perla Havana、Plata Metalizado Quasar、Azul Perla Montana、Rojo Metalizado Emergency、Verde Metalizado Highlands及びNegro Metalizado Interstellarの6色で、価格は税込3,449.00EUR、トップ・ボックスが付属するversión CONFORTは税込3,525.00EURだった。

2008年型
- 欧州 - イタリアでは、車体塗色がツートーンのversione Sporty及びversione Specialが商品群に加えられ、versione Specialはトップ・ボックスが標準で装着された。車体塗色はInterstellar Black Metallic、Quasar Silver Metallic、Pearl Havana Brown、Pearl Cool White及びPearl Siena Redの5色並びにversione SportyのBlack及びPearl Siena Redの2色だった。スペインでは、2009年10月6日に同年末日まで特別価格で販売すると発表した。通常は税込3,699.00EURのところ税込3,499.00EUR、versión CONFORTが通常は税込3,799.00EURのところ税込3,599.00EURとなる。2010年2月1日にも、同年3月末日まで特別価格で販売すると発表した。通常は税込3,699.00EURのところ税込3,499.00EUR、versión CONFORTが通常は税込3,799.00EURのところ税込3,599.00EURとなる。
- 豪州 - 2008年4月発売。トップ・ボックス付きで価格は5,690.00AUDだった。

リコール等
英国
- 2008年6月4日から回収修理（リコール）を開始した。対象は2005年型の2,612台。不具合の部位は電気装置（ワイヤーハーネス）で、ワイヤーハーネス内のレギュレータコネクタと端子の接続不良から、当該コネクタが過熱することがある。そのため、そのまま使用を続けると、最悪の場合、燃料ポンプが停止してストールし、再始動できなくなる。改善措置として、接続部分を恒久接続に改修する。

## 第三世代

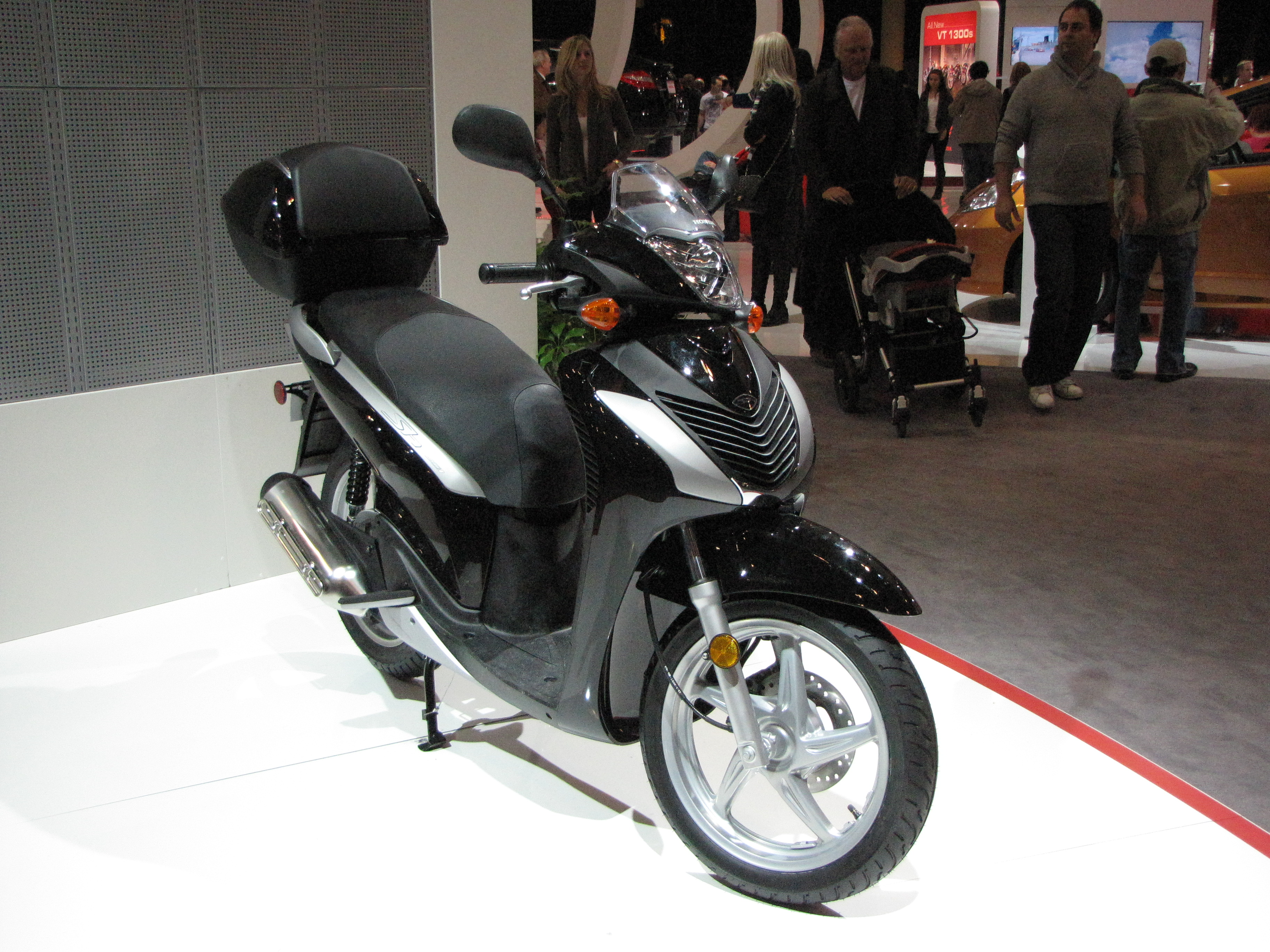
SH150i（KF10）。

2008年11月に開催されたミラノショー（EICMA）で公開した。前輪制動装置のディスク径が240mmとなり、同じく径240mmのディスク式後輪制動装置搭載車も商品群に加えられた。外装の意匠はValerio Aielloが担当した。ホンダベトナムカンパニー・リミテッドがホンダ・イタリア・インダストリアーレから部品供給（CKD）を受け組み立て生産を開始した。

### KF10
フランスでは販売されなかった。
2009年型
- イタリア - ドラム式後輪制動装置搭載車を3,145.00EUR、ディスク式後輪制動装置搭載車を3,295.00EURで販売した。車体塗色はQuasar Silver Metallic、Pearl Acid Yellow、Pearl Cool White、Velvet Red、Pearl Montana Blue及びPearl Night Star Blackの6色だった。

2010年型
- 北米 - 米国では2009年5月からドラム式後輪制動装置搭載車を4,499.00USDで発売すると発表した。車体塗色はMetallic Red及びMetallic Blackの2色。カナダでは2009年夏からトップ・ボックス付きのドラム式後輪制動装置搭載車を4,999.00CAD発売すると発表した。北米での販売は不振で、販売されたのは2010年型のみだった。

2011年型
計基盤が改良された。
- イタリア - 商品群にversione Sporty及びversione Specialが加えられた。車体塗色はQuasar Silver Metallic、Pearl Cool White、Pearl Nightstar Black、Velvet Red Metallic及びPearl Montana Blueの5色と、versione SportyがPearl Cool White及びBlackのツートーン、versione SpecialがChampagne Bronze Metallic及びCastagna Brown R.のツートン。

2012年型
- 欧州 - 車体塗色にPearl Cool White、Matt Cynos Grey Metallic、Moondust Silver Metallic及びPearl Sienna Redの4色を追加した。

### KF11
2010年型
- ベトナム - 2010年1月10日に税込121,990,000 VNDで発売した。車体塗色は3色。

2011年型
計基盤が改良された。
- ベトナム - 2010年10月に車体塗色を1色追加した。

2012年型
- ベトナム - 2011年8月25日に一部改良し、税込133,900,000VNDで発売した。

リコール等
カナダ
- 2009年7月6日から回収修理（リコール）を開始した。対象は2010年型の324台。不具合の部位は灯火装置（前照灯）。光軸調整ができず法令に違反するものがある。

## 第四世代
ホンダベトナムカンパニー・リミテッドが2012年7月に、ホンダモーターヨーロッパ・リミテッドは同年9月に、全面改良を発表した。原動機をeSPに換装し、アイドリング・ストップ機構と組み合わせることで燃費を17%向上させた。原動機の冷却装置は車体前部から原動機の側に移動した。新設計の車枠により、座席下の収納空間はフルフェイス・ヘルメットも収納できる容量を確保した。ディスク式後輪制動装置が標準搭載となり、アンチロック・ブレーキ・システム搭載車も用意された。外装の意匠はマウリツィオ・カルボナーラの手による。ホンダベトナムカンパニー・リミテッドはSH125i及びSH150iの現地製造を始めた。ホンダ・イタリア・インダストリアーレは同社からSH125i及びSH150iの部品供給（CKD）を受ける組み立て生産に変更した。

### KF13
スペイン及びフランスでは販売されなかった。
2013年型
- 欧州 - 車体塗色はPearl Nightstar Black、Pearl Cool White、Moondust Silver Metallic及びPearl Sienna Redの4色。イタリアではアンチロック・ブレーキ・システム搭載車のみをSH150i ABSの呼称で、トップ・ボックス、ナックル・ガード及びウインドスクリーンを標準装備として2012年10月1日から発売した。価格は新たにアンチロック・ブレーキ・システムを搭載したにもかかわらず同システム非搭載のKF10より約200.00EUR安の税込3,200.00EURだった。

2014年型
- イタリア - 車体塗色にMatt Pearl Cool White及びMatt Cynos Gray Metallicの2色を追加した。

2016年型
- イタリア - 車体塗色にMatt Pearl Cool White及びMatt Cynos Gray Metallicの2色を追加した。

### KF14
2013年型
- ベトナム - 2012年7月24日に同月29日から発売すると発表した。車体塗色はXám、Đỏ、Nâu、Đen及びTrắngの5色で価格は税込79,990,000VND。
- タイ - エー・ピー・ホンダカンパニー･リミテッドも、ホンダベトナムカンパニー・リミテッドから完成車輸入（CBU）し、2013年（仏暦2556年）6月から販売を開始した。価格は99,800THBで、最初の1,000台にはErmaxのウインドスクリーン及びGIVIのトップ・ボックスが無償で装着される。

2014年型
- ベトナム - 車体塗色にXanh Đen及びĐỏ Đenの2色を追加し、税込65,990,000VNDで2013年11月24日から発売した。

2015年型
- ベトナム - 2014年9月10日に一部改良し同月14日から発売すると発表した。施錠・始動に「Honda SMART Keyシステム」が採用された。車体塗色を2色追加し価格は税込80,990,000VNDとなった。

リコール等
ベトナム
- 2015年10月26日から無償修理（サービス・キャンペーン）を開始した。対象は2015年型の5,397台。不具合の部位は始動装置。電子キー・システムを装着した車両において、起動した盗難防止装置が想定外に停止するものがある。そのため、そのまま使用を続けると、最悪の場合、盗難に遭うおそれがある。改善措置として、対策品に交換する。
- 2015年12月4日から回収修理（リコール）を開始した。対象は2015年型の5,397台。不具合の部位は始動装置。電子キー・システムを装着した車両において、起動した盗難防止装置が想定外に停止するものがある。そのため、そのまま使用を続けると、最悪の場合、盗難に遭うおそれがある。改善措置として、対策品に交換する。

## 第五世代

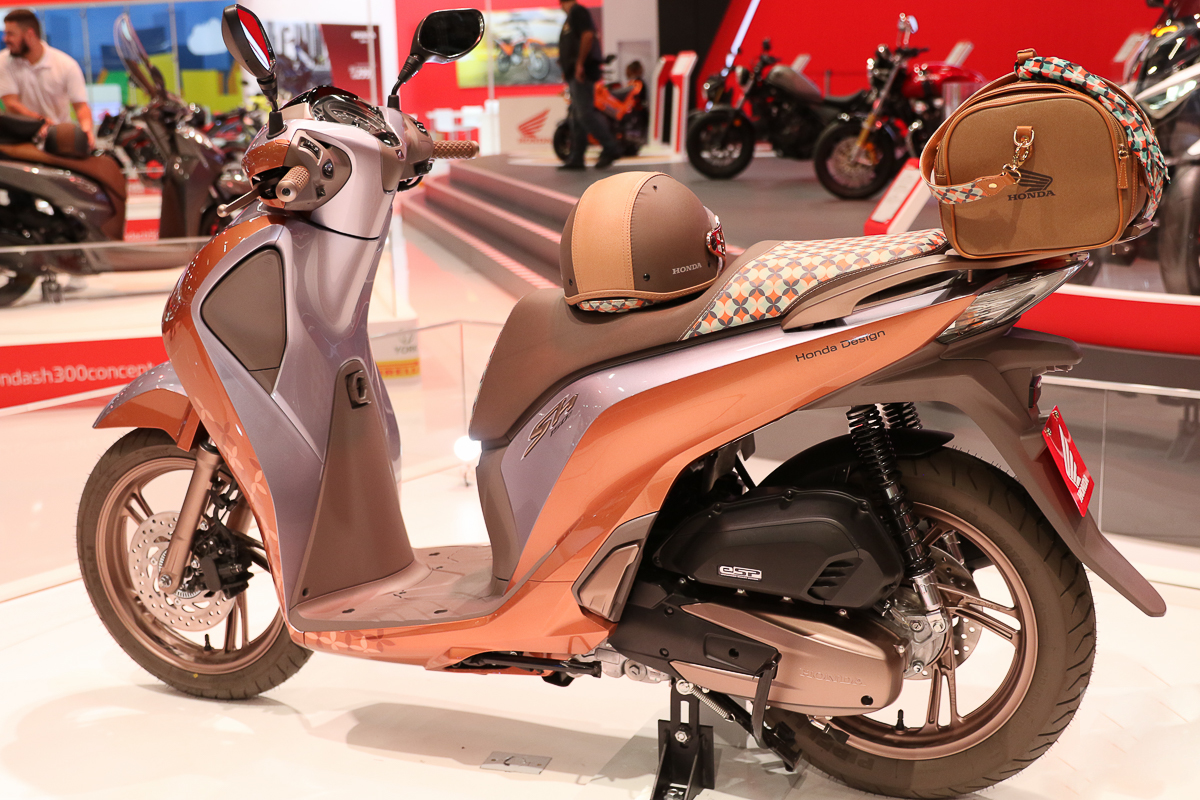
SH150（KF25）。

2016年11月に開催されたミラノショー（EICMA）で公開した。全ての灯火にLEDを採用し、オグジュアリー・パワー・アウトレットが設けられ、タイヤはMichelin City Gripが装着された。外装の意匠はValerio Aielloが担当した。ホンダ・イタリア・インダストリアーレでは、2016年12月21日に生産を開始した。

### KF23
2017年型
- 欧州 - EU圏内統一排出ガス規制のEURO4に適合し、アンチロック・ブレーキ・システム及び「Honda SMART Keyシステム」が標準装備となった。イタリアでは「Honda SMART Keyシステム」に対応していないトップ・ボックス、ナックル・ガード及びウインドスクリーンを標準装備とした。車体塗色はPearl Nightstar Black、Pearl Cool White、Lucent Silver Metallic及びPearl Splendor Redの4色で、税込3,540.00EURで販売された。

2019年型
- イタリア - 車体塗色はMat Cynos Gray Metallic、Pearl Cool White、Lucent Silver Metallic及びPearl Splendor Redの4色が販売された。

### KF25
2017年型
- ベトナム - 2016年11月18日に発売すると発表した。価格はコンバインド・ブレーキ・システム搭載車が税込81,990,000VND、アンチロック・ブレーキ・システム搭載車が税込89,990,000VND。
- インドネシア - ピー・ティ・アストラホンダモーターは、2017年4月に開催したインドネシア・インターナショナル・モーターショー2017に出展、同年6月から発売すると発表した。ホンダベトナムカンパニー・リミテッドからの完成車輸入（CBU）で、価格は44,900,000IDRだった。車体塗色はPearl Jasmine White、Poseidon Black Metallic及びCandy Luster Redの3色。しかし、2017年末までで140台しか売れず、2018年2月に「特別価格」として39,900,000IDRに値下げしたが2台しか売れなかった。そこで、同年7月から同年12月までの「期間限定価格」だとして36,900,000IDRのとしたが効果はなかった。
- ブラジル - 2017年4月に5月から発売すると発表した。価格は12,450.00BRLで、組み立てはモトホンダ・ダ・アマゾニア・リミターダが担った。
- 豪州 - 2016年11月に開催されたミラノショーで、豪州での販売を再開すると発表した。2017年2月には、同年3月からコンバインド・ブレーキ・システム搭載車を発売すると発表した。車体塗色はPearl Dark Ash Green及びPearl Jasmine Whiteの2色で、価格は4,999.00AUD。

2018年型
- ブラジル - 2018年2月から発売すると発表した。価格は12,450.00BRL、追加されたversão DLXが12, 950.00BRL。

2019年型
- インドネシア - 2019年7月4日には車体塗色を1色追加したが、既に受注販売となっていた。2021年6月に、ピー・ティ・アストラホンダモーターは、同年5月に絶版としていたことを認めた。
- ブラジル - 2019年2月から発売すると発表した。価格は12,700.00BRL、追加されたversão DLXが13,210.00BRL。しかし、2017年の発売以来、販売は芳しくなく良い年でもPCX150（KF30）の四分の一、2021年は十分の一の2,159台だったため、2022年初にモトホンダ・ダ・アマゾニア・リミターダは終売を決めた。

## 第六世代（KF40）
2019年11月に開催されたミラノショーで公開した。原動機には4バルブ化した156.9cm3のeSP+を採用し出力を向上、横滑り防止機能「Honda セレクタブル トルク コントロール」と組み合わせた。燃料槽を足元のフロア下に移設したことで、座席下の収納空間は10L増の28Lを得た。全ての灯火にLEDを、計基盤には液晶表示装置を採用した。また、オグジュアリー・パワー・アウトレットをUSB Type-Cレセクタブルに換装している。
2020年型
- 欧州 - EU圏内統一排出ガス規制のEURO5に適合した。付属するアクセサリによりStandard SH150i without accessories、SH150i with Smart top box、SH150i with Smart top box, knuckle guards and windscreen、SH150i with standard top box及びSH150i with standard top box, knuckle guards and windscreenの5種が用意された。タイヤはMichelin City Gripが装着される。イタリアでの販売はSH150i with Smart top box, knuckle guards and windscreenのみとし、2020年2月18日の発売から同年末まで税込3,740.00EURの特別価格で販売した。車体塗色はPearl Nightstar Black、Pearl Cool White、Timeless Gray Metallic及びPearl Splendor Redの4色。
- ベトナム - 2019年11月24日に発売すると発表した。価格はコンバインド・ブレーキ・システム搭載車が税込70,990,000VND、アンチロック・ブレーキ・システム搭載車が税込78,990,000VND。2022年7月1日には同日から価格を改定すると発表した。コンバインド・ブレーキ・システム搭載車が税込71,290,000VND、アンチロック・ブレーキ・システム搭載車が税込79,290,000VND。

2022年型
- 欧州 - 車体塗色はMat Pearl Cool White、Mat Rock Gray、Pearl Nightstar Black、Pearl Cool White、Timeless Gray Metallic及びPearl Splendor Redの6色。イタリアではSH150i with Smart top box, knuckle guards and windscreenのみが販売された。英国及びオランダでは付属するアクセサリによる5種の全てが販売された。
- ベトナム - 2021年9月22日に同年10月4日から発売すると発表した。価格はコンバインド・ブレーキ・システム搭載車が税込71,790,000VND、アンチロック・ブレーキ・システム搭載車が税込79,790,000VND。2022年4月1日には同日から価格を改定すると発表した。価格はコンバインド・ブレーキ・システム搭載車が税込88,790,000VND、アンチロック・ブレーキ・システム搭載車が税込96,790,000VND、Phiên bản Đặc Biệtが税込97,990,000VND、Phiên bản Thể Thaoが税込98,490,000VND。

2023年型
- 欧州 - 車体塗色はPearl Falcon Gray、Mat Pearl Cool White、Mat Pearl Pacific Blue、Pearl Nightstar Black、Coal Black及びHyper Redの6色。イタリアではSH150i with Smart top box, knuckle guards and windscreenのみが販売された。
- ベトナム - 販売呼称をSH160iに変更し、2022年12月9日に同月22日から発売すると発表した。販売呼称と車体塗色のみの変更で、原動機の排気量も含め仕様は2022年型と変わるところはない。価格はコンバインド・ブレーキ・システム搭載車が税込91,790,000VND、アンチロック・ブレーキ・システム搭載車が税込99,790,000VND、Phiên bản Đặc Biệtが税込100,990,000VND、Phiên bản Thể Thaoが税込101,490,000VND。2023年3月31日には同年4月1日から価格を改定すると発表した。コンバインド・ブレーキ・システム搭載車が税込92,290,000VND、アンチロック・ブレーキ・システム搭載車が税込100,290,000VND、Phiên bản Đặc Biệtが税込101,490,000VND、Phiên bản Thể Thaoが税込101,990,000VND。

## 脚註

### 註釈
1. ↑  「1991年共同体運転免許証の導入に関する指令」による運転免許斉一化は、加盟各国の国情により定められた期限より遅れ、英国及びスペインは1997年、ベルギーでは1998年であった[5]。
2. ↑  本田技研工業はベトナムにおける現地製造販売法人「Công ty Honda Việt Nam」を「ホンダベトナムカンパニー・リミテッド」と邦訳している[14]。
3. ↑  本田技研工業はイタリアにおける現地製造法人「Honda Italia Industriale S.p.A.」を「ホンダ・イタリア・インダストリアーレ」と邦訳している[15]。
4. ↑  本田技研工業は毎年ミラノで開催される自動二輪車の見本市「Esposizione Internazionale Ciclo Motociclo e Accessori」を「ミラノショー」と邦訳している[42]。
5. ↑  日本インダストリアルデザイン協会は、X-ADV（RC95）のデザイナーとしてHonda R&D Europe (Italia) S.r.l.所属のMaurizio Carbonaraを紹介し、「マウリツィオ・カルボナーラ」と邦訳している[67][68]。
6. ↑  本田技研工業は英国現地法人で欧州地域本社の「Honda Motor Europe Ltd.」を「ホンダモーターヨーロッパ・リミテッド」と邦訳している[72]。
7. ↑  eSP（enhanced Smart Power）は、本田技研工業が2012年に製品化した小型スクーター用原動機で、卓越したCO2低減性能を持つとともに、高品質で扱いやすく、低価格を実現できたとしている[75]。
8. ↑  本田技研工業はタイにおける販売現地法人であった「บริษัท เอ.พี. ฮอนด้า จำกัด」を「エー・ピー・ホンダカンパニー･リミテッド」と邦訳している[83]。
9. ↑  Ermax SASはフランスに本拠を置く自動二輪車用品製造販売企業[86]。
10. ↑   GIVI S.P.A.はイタリアに本拠を置く自動二輪車用品製造販売企業[87]。
11. ↑  本田技研工業は、インドネシアの合弁会社「P.T. Astra Honda Motor」を「ピー・ティ・アストラホンダモーター」と邦訳している[105]。
12. ↑  トヨタ自動車は、「Indonesia International Motor Show」を「インドネシア・インターナショナル・モーターショー」と邦訳している[106]。
13. ↑  本田技研工業はブラジルにおける自動二輪車製造販売子会社である「Moto Honda da Amazônia Ltda.」を「モトホンダ・ダ・アマゾニア・リミターダ」と邦訳している[116]。